# Compsodrillia opaca
Compsodrillia opaca är en snäckart som beskrevs av Mclean och Poorman 1971. Compsodrillia opaca ingår i släktet Compsodrillia och familjen Turridae. Inga underarter finns listade i Catalogue of Life.